# پیچک جنگلی
پیچک جنگلی (نام علمی: Calystegia) نام یک سرده از تیره پیچکیان است.